# Piotr Konstantyn Złotnicki
Piotr Konstantyn Złotnicki herbu Nowina – kustosz skarbu koronnego, kanonik krakowski w 1620 roku, kanonik kapituły kolegiackiej sandomierskiej na prebendzie Kobierniki w 1622 roku.
Studiował na Uniwersytecie w Ingolstadt w 1630 roku.